# Mariara (paroisse civile)
Pour les articles homonymes, voir Mariara.
Mariara est l'une des deux paroisses civiles de la municipalité de Diego Ibarra dans l'État de Carabobo au Venezuela. Sa capitale est Mariara.

## Géographie

### Relief
La paroisse civile et limitée au nord par la chaîne de monts qui la sépare de l'État voisin d'Aragua dominée par les picos San Bernardo et Periquito. À l'ouest et à l'est, deux chaînes s'enfoncent dans le lac de Valencia, celle de l'ouest étant dominée par les cerros Las Terjas et La Virgen. Au sud se trouve la rive septentrionale du lac de Valencia dont la capitale Mariara est séparée par une étroite plaine côtière agricole appelé « Las Vegas de Mariara ».

### Démographie
La paroisse civile est constituée de plusieurs entités démographiques dont les quartiers occidentaux de Mariara, chef-lieu de la municipalité dont elle constitue l'une des deux divisions territoriales, parmi lesquels :
- 1ero de Dicembre
- 19 de Abril
- Agua Blanca
- El Carmen
- El Guamacho
- La Democracia
- La Fajina
- La Haciendita
- Las Brisas
- La Cocuizas
- Libertador
- Los Cocos
- Los Jardines
- Los Tamarindos
- Mariscal Sucre
- San José
- Vista Alegre